# Borja López
 (janvier 2025).
Borja López, né le 2 février 1994 à Gijón en Espagne, est un footballeur espagnol qui joue au poste de défenseur central à l'AD Ceuta FC.

## Biographie

### En club
Né à Gijón en Espagne, Borja López est notamment formé par le SD Llano 2000 et le Xeitosa CF avant de poursuivre sa formation au Sporting de Gijón. Lors de la saison 2011-2012, il joue son premier match en Segunda División B avec le Sporting de Gijón B. De même, lors de cette saison, il devient champion du groupe 1 de la División de Honor. Il fait ses débuts en équipe première le 1er novembre 2012 lors d'un match de Copa del Rey contre le CA Osasuna. Le 31 janvier 2013, il rejoint l'effectif du Sporting de Gijón.
Le 2 août 2013, il est transféré à l'AS Monaco pour 2,2 millions d'euros et signe un contrat jusqu'en juin 2017. Après deux mois sans jouer, il fait ses débuts en Ligue 1 le 20 octobre lors d'un match contre le FC Sochaux-Montbéliard dans lequel il entre à la place de Marcel Tisserand à la 70e minute (match nul 2-2). Il débute en Coupe de la Ligue lors d'une courte défaite contre le Stade de Reims. Il ne sera plus inclus dans l'équipe pour rejouer, et tout cela sera encore écourté lorsqu'il souffrira d'une blessure à la cuisse qui le tiendra éloigné des terrains pendant plus de deux mois.
Le 29 janvier 2014, il est prêté au Rayo Vallecano jusqu'à la fin de la saison 2013-2014. Il fait ses débuts en Liga le 29 mars lors d'un match contre le Real Madrid. au Stade Santiago-Bernabéu. Le 10 mai, il est victime d'une rupture du ligament croisé antérieur du genou gauche lors d'un match contre le Villarreal CF, pour laquelle on estime qu'il aura besoin de six mois pour se remettre. À son retour à Monaco et après avoir surmonté la blessure, il dispute les huitièmes de finale de la Coupe de la Ligue contre l'Olympique lyonnais qui se termine sur le score de 1-1 et au cours duquel il inscrit l'un des penalties qui permet à son équipe d'atteindre le tour suivant. Le 29 janvier 2015, il quitte Monaco pour un nouveau prêt, cette fois-ci au Deportivo La Corogne.
Après avoir débuté la saison 2015-2016 en prêt au FC Arouca, il rejoint le 30 janvier 2016 le FC Barcelone B pour un contrat de deux saisons et demie. Il fait ses débuts avec l'équipe réserve barcelonaise le 20 février lors d'un match contre l'Atlético Levante au cours duquel il entre au jeu à la 82e minute et qui se solde par une victoire 2-0 de son équipe.
Le 30 juin 2017, il rejoint l'Hajduk Split, en première division croate. Après deux saisons, son retour au Sporting de Gijón est confirmé. Ce second passage dure trois ans.
En juin 2022, il s'engage avec Zulte Waregem après avoir échoué à trouver un accord pour renouveler son contrat avec le club espagnol,. Il joue son premier match le 23 juillet 2022, lors d'une rencontre de championnat face au RFC Seraing. Titulaire ce jour-là, il inscrit son premier but pour ce club et son équipe s'impose sur le score de deux buts à zéro.

### En sélection
Il joue avec les moins de 18 ans, avec laquelle il est proclamé vainqueur de la 37e édition de la Copa del Atlántico, qui s'est tenue en 2012,. Le 30 juillet 2012, il est inclus dans l'équipe des moins de 20 ans qui participe au 29e Tournoi international de La Alcudia, où il est vice-champion. Avec l'équipe des moins de 19 ans, il participe au Championnat d'Europe 2013 en Lituanie.